# They Were Born to Kill
They Were Born to Kill is een bootleg ep en de tweede ep uitgebracht door de Amerikaanse punkrockband The Offspring in 1991. De ep bevat eerdere versies van de nummers "Jennifer Lost the War" en "Out on Patrol", het eerste en derde nummer van het debuutalbum van de band The Offspring uit 1989. Beide nummers komen van de B-kant van de Tehran Demo Tape uit 1988. Hoewel het een bootleg is, is They Were Born to Kill het eerste Offspringalbum met een onderscheidend lettertype, dat werd gebruikt als logo tot de doorbraak van Smash.
De naam, cover en lettertype van deze ep zijn allemaal genomen uit de film The Offspring (ook bekend als From a Whisper to a Scream) uit 1987. They Were Born to Kill was in Amerika de slagzin voor de film.

## Nummers
| No. | Titel                   | Looptijd |
| --- | ----------------------- | -------- |
| 1.  | "Jennifer Lost The War" | 2:35     |
| 2.  | "Out On Patrol"         | 2:33     |

## Betrokkenen
- Dexter Holland - leadzang
- Noodles - gitaar, achtergrondzang
- Greg K. - basgitaar, achtergrondzang
- Ron Welty - drums